# Ostaschkow
Ostaschkow (russisch Осташков) ist eine Stadt in der Oblast Twer (Russland) mit 18.088 Einwohnern (Stand 14. Oktober 2010).

## Geografie
Die Stadt liegt in den Waldaihöhen etwa 190 km westlich der Oblasthauptstadt Twer auf einer Halbinsel am Südufer des Seligersees, welcher östlich der Stadt mit der Selischarowka einen Abfluss zur Wolga besitzt.
Ostaschkow ist der Oblast administrativ direkt unterstellt und zugleich Verwaltungszentrum des gleichnamigen Rajons.
Die Stadt liegt an der 1907 eröffneten Eisenbahnstrecke Bologoje–Welikije Luki (–belarussische Grenze) (Streckenkilometer 112).

## Geschichte
Eine Ansiedlung Klitschen auf der nördlich gelegenen, heute über eine Brücke mit der Stadt verbundenen gleichnamigen Insel im Seligersee wurde erstmals 1371 in einer Urkunde des litauischen Großfürsten Algirdas an den Patriarchen von Konstantinopel Philotheus als Grenzort des Großfürstentums Moskau erwähnt.
Nach der Eroberung und Zerstörung des Ortes durch die Nowgoroder 1393 gründete einer der wenigen Überlebenden, der Fischer Ostaschko (volkstümlich-diminutiv für Jewstafi, russische Form des griechischen Eustaphios) auf dem Festland, der Halbinsel gegenüber der Insel Klitschen (heute auch Klitschno), das Dorf Ostaschkowo. Dieses gehörte später dem Moskauer Patriarchat. Ein weiteres Dorf, das von einem Timofei gegründete Timofejewo, fiel an das Wolokolamsker Josephs-Kloster (beide Dörfer erwähnt 1434).
Die beiden Dörfer entwickelten sich zu Handelssiedlungen, die 1587 befestigt und zusammen Ostaschkowski gorodok (Ostaschkower Städtchen) genannt wurden. 1770 wurde das Stadtrecht unter dem heutigen Namen, ab 1772 als Verwaltungszentrum eines Kreises (Ujesds) verliehen. Dieser gehörte kurzzeitig zum Gouvernement Nowgorod, ab 1775 zum Gouvernement Twer.
In den 1930er Jahren richtete die sowjetische Geheimpolizei NKWD in mehreren zuvor enteigneten Klöstern in der Nähe von Ostaschkow Lager für Regimegegner ein. Im Herbst 1939 wurden im Sonderlager Ostaschkow, das sich im enteigneten Nilow-Kloster befand, mehr als 16.000 polnische Offiziere und Soldaten, Polizisten, Grenzschützer und Gefängniswärter interniert, die nach dem Einmarsch der Roten Armee in Ostpolen am 17. September infolge des Ribbentrop-Molotow-Paktes in sowjetische Kriegsgefangenschaft geraten waren. Rund 6.300 von ihnen, meist Polizei- und Justizbeamte, wurden zwischen Anfang April und Mitte Mai 1940 mit der Bahn nach Kalinin transportiert und dort vom NKWD erschossen. Die Lage der Massengräber wurde erst 1990 bekannt. Der Massenmord an den Gefangenen des Sonderlagers Ostaschkow fand zeitgleich und unter denselben Umständen wie das Massaker von Katyn statt. Die Opfer werden auf der offiziellen polnischen "Liste von Katyn" (Lista Katyńska) geführt, die auch die bei Charkiw erschossenen polnischen Offiziere aus dem Kriegsgefangenenlager Starobilsk einschließt.
Unweit der Stadt befand sich das Kriegsgefangenenlager 41 für deutsche Kriegsgefangene des Zweiten Weltkriegs. Im Oktober 1947 wurde das Lager dem Kriegsgefangenenlager 384, Kalinin (dem heutigen Twer), zugeschlagen. Darüber hinaus bestand in Ostaschkow das Kriegsgefangenenhospital 1246 für schwer Erkrankte. Es war für das Lager 41 und für das Lager 216 in Wyschni Wolotschok zuständig. Auf einem Friedhof für Kriegsgefangene gab es ca. 1.800 Gräber.

### Bevölkerungsentwicklung
| Jahr | Einwohner |
| ---- | --------- |
| 1897 | 10.445    |
| 1926 | 12.900    |
| 1939 | 19.003    |
| 1959 | 19.542    |
| 1970 | 23.419    |
| 1979 | 24.380    |
| 1989 | 27.401    |
| 2002 | 20.660    |
| 2010 | 18.088    |
| 2019 | 15.666    |

Anmerkung: Volkszählungsdaten (1926 gerundet)

## Kultur und Sehenswürdigkeiten

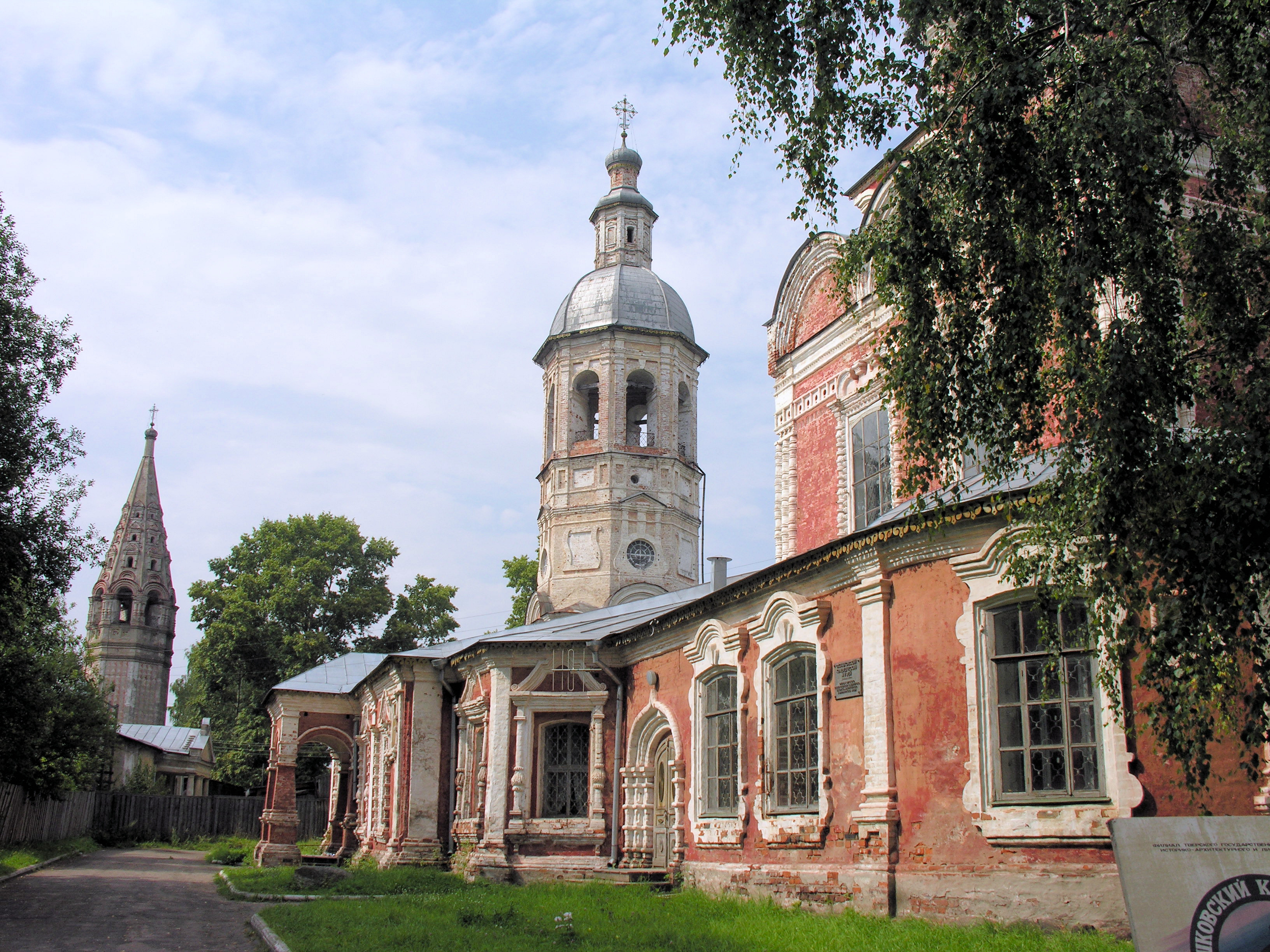
Heimatmuseum in Ostaschkow

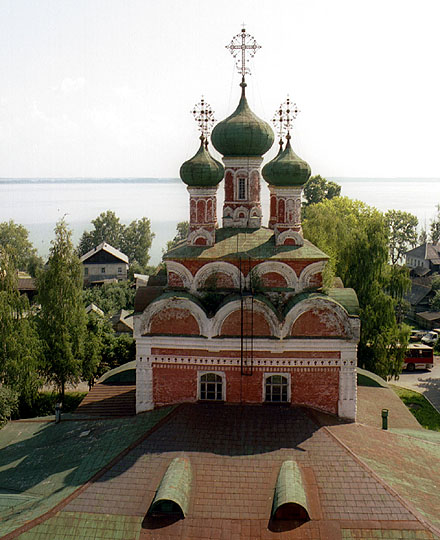
Dreifaltigkeitskathedrale in Ostaschkow (1697)

Ostaschkow gilt als eines der hervorragendsten Beispiele russischer Provinzkleinstädte, dessen ursprüngliche Architektur zudem relativ gut erhalten ist. Die Stadt wurde nach Plänen des Sankt Petersburger Architekten Iwan Starow von 1772 mit regelmäßiger Straßenführung und vorwiegend klassizistischen Gebäuden angelegt.
Zu den Sehenswürdigkeiten gehören die Auferstehungskathedrale (Воскресенский собор/Woskressenski sobor) von 1689, die Dreifaltigkeitskathedrale (Троицкий собор/Troizki sobor) von 1697, das Kloster der Muttergottes des Zeichens (Знаменский монастырь/Snamenski monastyr) von 1673 (Erweiterungen und Umbauten aus den 1730ern und 1880ern) mit der Himmelfahrtskathedrale (Вознесенский собор/Wosnessenski sobor) von 1730 bis 1748 und das Schitenny-Kloster (Житенный монастырь/Schitenny monastyr) von 1716 mit der Gottesmutter-von-Smolensk-Kathedrale (kurz Смоленский собор/Smolenski sobor) auf der Insel Klitschen/Klitschno von 1737 bis 1743, sowie das sogenannte Rathaus von 1720.
Etwa 10 Kilometer nördlich der Stadt (Luftlinie) liegt auf der Stolobny-Insel im Seligersee das berühmte Nilow-Kloster.
Bereits seit 1889 gibt es in Ostaschkow ein Heimatmuseum, im 10 Kilometer entfernten Dorf Rogoscha das Museum der Natur des Seligergebietes.

## Wirtschaft

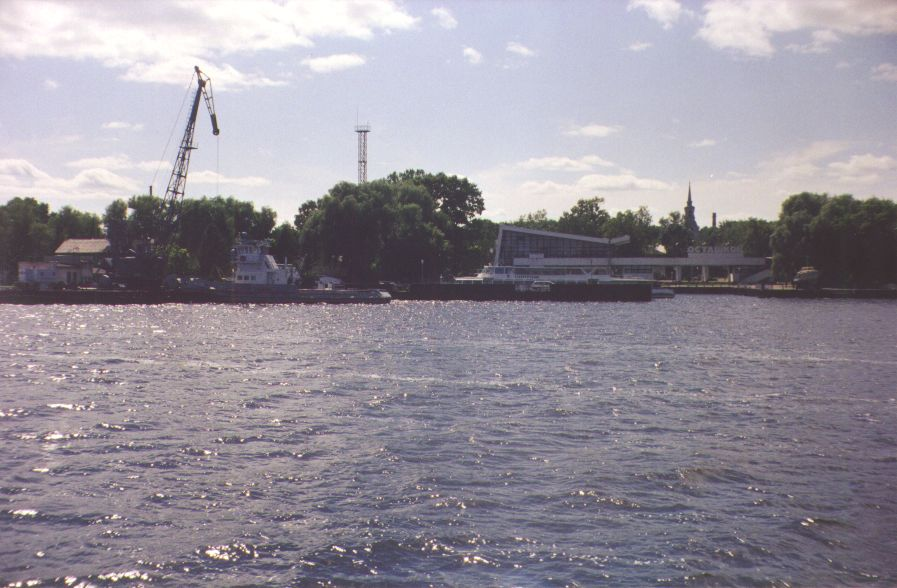
Hafen von Ostaschkow

Ostaschkow ist Zentrum des Tourismus am Seligersee, einem der populärsten Urlaubsgebiete Zentral- und Westrusslands.
Daneben gibt es Betriebe der Leicht- und Lebensmittelindustrie (Lederverarbeitung; Fleisch- und Fischverarbeitung, Brauerei).

## Söhne und Töchter der Stadt
- Sawwa Jakowlew (1712–1784), Unternehmer, Großindustrieller und Mäzen
- Konstantin Saslonow (1910–1942), Eisenbahner, Partisan und Held der Sowjetunion
- Anatoli Sawin (1920–2016), Informatiker und Kybernetiker
- Jewgeni Schmagin (* 1949), russischer Diplomat